# Kouvolan Kouvot
Kouvolan Kouvot ist ein finnischer Basketballverein aus Kouvola. Er wurde viermal finnischer Basketballmeister.

## Geschichte
Der Verein wurde 1964 gegründet. Nach einigen Anlaufschwierigkeiten konnte sich Kouvot in der Korisliiga, der höchsten finnischen Basketball-Liga, etablieren. In dieser spielte man bisher 24 Saisons (Stand: März 2018). Die 1990er Jahre waren die erfolgreichsten in der Vereinsgeschichte. Der Klub gewann 1995 und 1999 die nationale Meisterschaft, 1998 den Pokal. Unmittelbar zuvor wurde man noch zweimal Vizemeister. Nach einer kleinen Durststrecke gelang im Jahr 2004 die dritte Meisterschaft. In der Saison 2015/2016 konnte sich Kouvot mit einem dritten Platz für die Play-offs qualifizieren, das im Finale dann gegen Tampereen Pyrintö mit 4:1 gewonnen wurde.

## Halle
Der Verein trägt seine Heimspiele in der Mansikka-ahon urheiluhalli aus.

## Erfolge
- 4× Finnischer Meister (1995, 1999, 2004, 2016)
- 4× Vizemeister (1997, 1998, 2008, 2019)
- 1× Bronze (2010)
- Finnischer Pokalsieger (1998)

## Bekannte Spieler
| - Phillip Jones 1998/99, 2000/01, 2002 - Tony Rampton 2001 - Iiro Tenngren 2002/03 - Ville Kaunisto 2002–04, 2009–11 - John Allen 2005/06 - David Bell 2006 | - Wayne Bernard 2007/08 - AJ Moye 2009/10 - Grayson Moyer 2010/11 - Antoine Jordan 2011/12 - LaMarr Greer 2012–2013 |